# دولت كراي الأول
دولت كراي الأول، دولت كراي (تتار القرم: دولت كراي الأول، دولت كراى 1 ، Taht Alğan Devlet Geray، تخت آلغان دولت كراى) (1512-1577) هو خان من خانات القرم حكم السنوات (1551-1577) في ذروة قوة الخانية.

## حكم

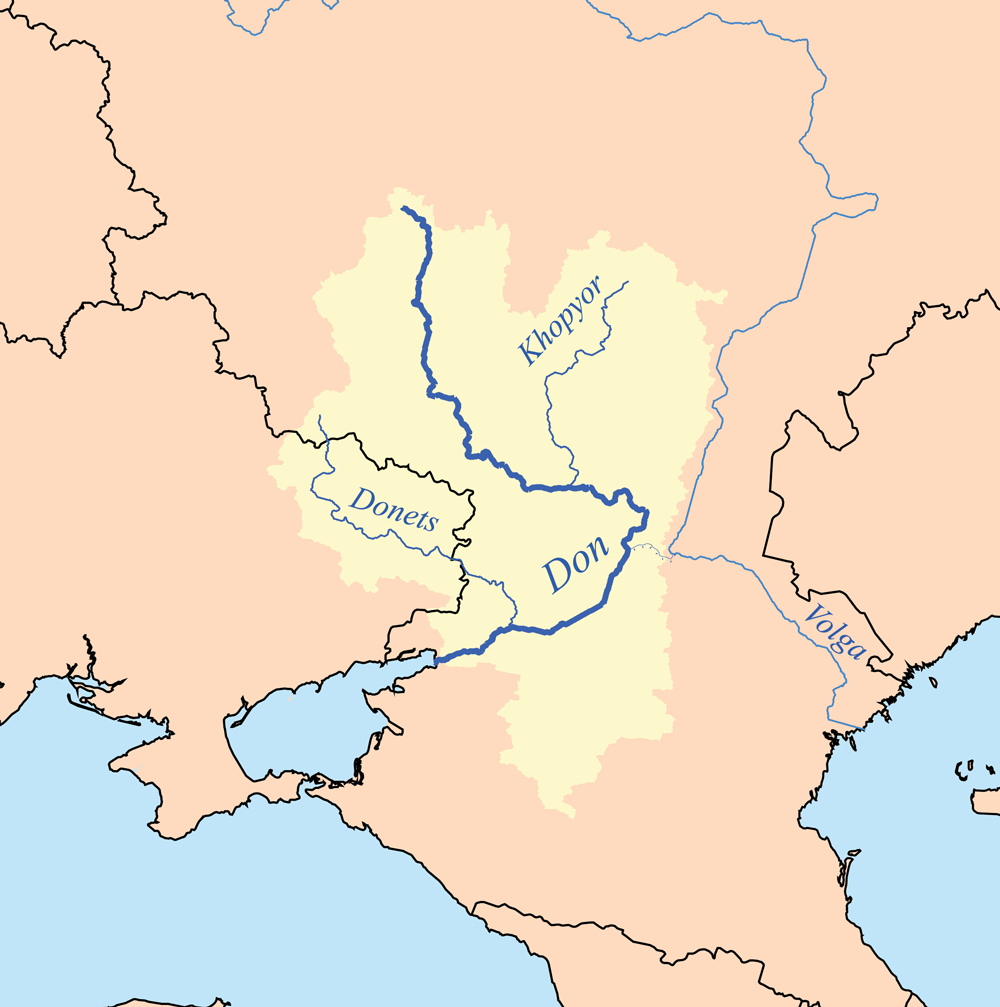
القناة المقترحة لربط نهر الدون مع نهر الفولكا لتربط بحر قزوين مع البحر الأسود

في عهد سلفه صاحب كراي الأول، عاش دولت كراي في القسطنطينية، حيث فاز بتفضيل السلطان سليمان القانوني. بمساعدة من الأتراك العثمانيين، تم تثبيت دولت كراي كحاكم لخانية القرم في 1551. وهو معروف بأنه سياسي ماهر ، من الذين دائما يمكنهم الاستفادة من الظروف المؤاتية. وبالتالي، تمكن دولت كراي تأمين الاستقلال الفعلي عن الباب العالي.
الخان تدخل بنجاح مع خطط الحكومة العثمانية لبناء قناة بين نهر الفولغا ونهر الدون ، والتي بالتأكيد ستعزز النفوذ التركي على شبه جزيرة القرم وأوكرانيا. مع جيش كبير تحت تصرفه، دولت كراي كان في حرب باستمرار مع جيرانه، ومعظم الوقت مع روسيا. كانت له غارات من 1555 و 1571 مدمرة بصفة خاصة لمسكوفي (حتى تمكن من حرق موسكو خلال حملة 1571) لكنه تعرض لهزيمة ساحقة في معركة مولودي في 1572.
كان الغرض الرئيسي من حملاته العسكرية هو أسترجاع قازان وأستراخان، اللتان فقدتا من العالم الإسلامي لصالح الروس في السنوات السابقة. كانت المحاولات فاشلة لدولت كراي، لكنه كان لا يزال يفرض الجزية النقدية وجزية الفراء السنوية على بعض الروس والأوكرانيين الذين يعيشون في الجنوب.
تلاه في الحكم بعد موته محمد كراي الثاني .